# Malicorne 1
Pour les articles homonymes, voir Colin.
Albums de Malicorne
Pierre de Grenoble
(1973) Malicorne 2
(1975)
Malicorne, aussi appelé Malicorne 1 ou Colin, est le premier album studio du groupe folk français Malicorne, sorti à l'automne 1974 (et son premier album éponyme).

## Historique
Gabriel et Marie Yacoub forment Malicorne dans l'enthousiasme qui accompagne l'enregistrement en 1973 de l'album Pierre de Grenoble, première tentative discographique de son couple fondateur Gabriel et Marie Yacoub (accompagné de nombreux musiciens parmi lesquels Dan Ar Braz, guitariste d'Alan Stivell).
Par ce premier album, Malicorne pose les bases de sa musique : des instrumentaux et des chansons traditionnelles d'origines diverses (Berry, Poitou, Piémont, Dauphiné, Savoie...) réarrangées par le groupe ou interprétées sur une musique composée par Gabriel Yacoub. La critique compare Malicorne à Steeleye Span, groupe britannique s'inspirant du répertoire folklorique d'outre-Manche.

## Liste des titres
Tous les titres : paroles et musique traditionnelles, arrangements Malicorne sauf #3 Musique Gabriel Yacoub
| No  | Titre                                                          | Notes | Durée |
| --- | -------------------------------------------------------------- | --- | ----- |
| 1.  | Colin                                                          | Berry |       |
| 2.  | Dame Lombarde                                                  | Cantal; adaptation d'une chanson piémontaise; seule chanson de Malicorne qui soit chantée "lead" par Hughes de Courson; figure aussi sur Quintessence |       |
| 3.  | La Pernette                                                    | Texte du Dauphiné, musique de Gabriel Yacoub |       |
| 4.  | Les Filles sont volages / Ronde (instrumental)                 | Québec; la ronde est une version picarde de "La belle est au jardin d'amour"; figure aussi sur l'album Vox                                            |       |
| 5.  | La Fille soldat                                                | Savoie; la mélodie est celle de "Réveillez-vous Picards"                                                                                              |       |
| 6.  | Landry                                                         | Savoie; figure aussi sur Quintessence |       |
| 7.  | Le Chant des livrées                                           | Berry; la chanson est mentionnée dans le roman La Mare au diable de George Sand                                                                       |       |
| 8.  | Bourrée                                                        | Marche & Limousin; figure aussi sur Quintessence |       |
| 9.  | Réveillez-vous belle endormie / Branle poitevin (instrumental) | Berry; le branle a été appris de Serge Soulet, joueur de veuze en Poitou                                                                              |       |
| 10. | Le Deuil d'amour                                               | La plupart du texte et la mélodie proviennent d'une chanson originaire du Québec, "Belle je me suis levé"                                             |       |
| 11. | Colin (reprise)                                                | Berry |       |

## Personnel

### Malicorne
- Gabriel Yacoub : guitares acoustique et électrique, épinette des Vosges, chant
- Marie Yacoub : dulcimer, bouzouki, vielle à roue, chant
- Laurent Vercambre : violon, alto, bouzouki, psaltérion à archet, harmonium, mandoline, chant
- Hughes de Courson : guitare électrique, basse, cromorne, percussions, chant (chant  "lead" sur "Dame Lombarde")